# Caspers spöklika jul
Caspers spöklika jul (originaltitel: Casper's Haunted Christmas) är en kanadensisk-amerikansk animerad film från år 2000 som regisserades av Owen Hurley.

## Handling
Kibosh, härskaren över alla spöken, bestämmer att det snälla spöket Casper måste lyckas skrämma någon riktigt ordentligt innan jul. Om han misslyckas, så går han ett hemskt öde till mötes.
Så Casper åker till Kriss i Massachusetts där han träffar familjen Jollimore och lär känna familjens dotter, Holly. De blir snabbt nära vänner.
Casper försöker verkligen att skrämmas, dock utan resultat. Då dyker hans farbröder Fatso, Skinkie och Stretch upp för att hjälpa honom. Farbrödernas knep fungerar inte heller, och julen kommer allt närmre. Till slut får farbröderna en idé - att hämta Caspers kusin Spooky, som ser ut precis som Casper, och låta honom göra jobbet istället. Men det visar sig snart att den idén inte var särskilt genomtänkt....

## Om filmen
Filmen släpptes direkt på video och på ganska många ställen refererar Caspers spöklika jul till andra filmer, exempelvis Psycho, Scream, Ghost och Ghostbusters - Spökligan.

## Rollista i urval
- Brendon Ryan Barrett - Casper
- Kathleen Barr - Carol Jollimore
- David Kaye - Berättarröst
- Graeme Kingston - Fatso
- Terry Klassen - Skinkie
- Scott McNeil - Stretch
- Tegan Moss - Holly Jollimore
- Colin Murdock - Kibosh
- Sam Vincent - Spooky